# James Vicary
James McDonald Vicary (Detroit, 30 de abril de 1915 – 7 de novembro de 1977) foi um pesquisador de mercado, mais conhecido pelo pioneirismo no conceito da publicidade subliminar com experimentos em 1957. Mais tarde, foi sugerido que os resultados das suas experiências foram fraudulentos. Vicary foi incapaz de alguma vez reproduzir os resultados de seus experimentos.[carece de fontes?]

## Biografia
Nascido em Detroit, nos Estados Unidos, estudou na Universidade de Michigan (A.B 1940), sendo pioneiro no uso da análise do piscar de olhos para obter pistas sobre os níveis de tensão emocional dos indivíduos quando expostos a vários estímulos. Ele também estudou o fenômeno da compra por impulso e de associação de palavras.
Entretanto, é mais famoso por ter perpetrado um estudo de propaganda subliminar fraudulento em 1957. Nele, afirmou que uma experiência na qual foram mostrado aos espectadores repetidamente 0,03 segundos de propagandas da Coca-Cola e de pipoca aumentaram significativamente as vendas dos produtos.
Em uma entrevista na televisão com Fred Danzig em 1962 para Advertising Age, Vicary admitiu que o estudo original foi um "artifício" e que o volume de dados foi "demasiado pequeno para ser significativo".   Ele se esquivou da atenção da mídia após a divulgação.  Seus trabalhos são mantidos pelo Thomas J. Dodd Research Center da Universidade de Connecticut em Storrs. Numerosos comentários surgiram neste caso desde 1957. 
Embora, Vicary tenha perdido muita credibilidade após aceitar suas falsas alegações, os marketeiros ainda utilizam sua teoria falsa para atrair clientes. Hoje, a presença de empresas que prometem coisas como "sucesso instantâneo com as mulheres usando técnicas subliminares" é um exemplo disso.  Os marketeiros utilizam falsas alegações de efeitos instantâneos de mensagens subliminares para fazer dinheiro com a venda de seu conteúdo de marketing subliminar em forma de material digital ou de impressão. Sua experiência tem sido referida em vários vídeos on-line para sensacionalismo e teorias da conspiração enganosas para fazer os telespectadores acreditarem em vários mitos de mensagens subliminares.

### Experiência de James Vicary
Um dos exemplos mais conhecidos de mensagens subliminares é a "experiência" do cinema de James Vicary, em 1957. Em seu comunicado de imprensa, ele afirma que 45.699 pessoas foram expostas às projeções subliminares dizendo-lhes "Coma pipoca" e "Beba Coca-Cola", fazendo com que aumentasse 57,5 por cento das vendas de pipoca e 18,1 por cento nas vendas de coca cola. Porém Vicary não forneceu explicações para seus resultados. Não havendo uma explicação para os resultados ou métodos de Vicary torna impossível reproduzir os resultados. Tomado em contexto com evidências de que nenhum experimento de fato ocorreu, os resultados de Vicary podem ser considerados totalmente fraudulentos. Vicary mais tarde se retratou de suas declarações em uma entrevista na televisão, mas seus defensores espalharam-se rapidamente e induzem à aceitação generalizada das mensagens subliminares, até hoje. (O’Barr 2005).

## Publicações
- "How Psychiatric Methods Can be Applied to Market Research", Printer's Ink, v. 235, no. 6, May 11, 1951, pp. 39–48.
- "Seasonal Psychology", Journal of Marketing, April 1956
- "The Circular Test of Bias in Personal Interview Surveys." Public Opinion Quarterly 19, no. 2, Summer 1955 215-218